# Brian Cox (físico)
Brian Edward Cox (3 de marzo de 1968) es un físico de partículas británico, investigador de la Real Sociedad de Londres y profesor en la Universidad de Mánchester. Es miembro del grupo de física de alta energía en la Universidad de Mánchester y trabaja en el experimento ATLAS en el LHC, en el CERN, cerca de Ginebra, Suiza. Está trabajando en el proyecto de I + D del experimento FP420 en una colaboración internacional para mejorar el ATLAS y el experimento CMS mediante la instalación de detectores adicionales más pequeños a una distancia de 420 metros de los puntos de interacción de los principales experimentos.
Es conocido por el público por ser presentador de numerosos programas de la BBC. Fue famoso en los años 90 por ser teclista de las bandas D:ream y Dare.

## Estudios y carrera musical
Cox nació y creció en Oldham, Gran Mánchester (Reino Unido), como hijo de empleados de banca de clase media. Su madre trabajó como cajera de banco, y su padre fue director de sucursal junior. Sus abuelos trabajaron en las algodoneras de Oldham. Fue un buen estudiante, aunque no destacó. Asistió a la Hulme Grammar School de Oldham, desde 1979 hasta 1986 (donde obtuvo un grado D —equivalente a una calificación de Suficiente— en Matemáticas Avanzadas), para posteriormente estudiar Ciencias Físicas en la Universidad de Mánchester, donde se unió a la banda D:ream en 1993 siendo todavía un estudiante,
grupo que produjo varios temas de éxito en la Lista de Singles del Reino Unido (UK Singles Chart), incluyendo el número uno "Things Can Only Get Better", posteriormente usado como himno electoral del Partido Laborista del Reino Unido. Anteriormente ya contaba con cierta experiencia en la industria musical en la década de los 80, como teclista de la banda de rock galesa Dare.
Durante el transcurso de su carrera musical obtuvo, aun siendo estudiante, una Matrícula de Honor y un Máster en Filosofía, ambos dentro del campo de la Física, por la Universidad de Mánchester. En 1998, un año después de la disolución de D:Ream, Cox obtuvo el Doctorado en Filosofía en Física de Muy Alta Energía en la misma universidad, gracias a su tesis basada en el trabajo que realizó para el experimento con el detector de partículas H1, en el acelerador HERA, ubicado en el laboratorio DESY de Hamburgo, Alemania.

## Divulgación en radio y televisión

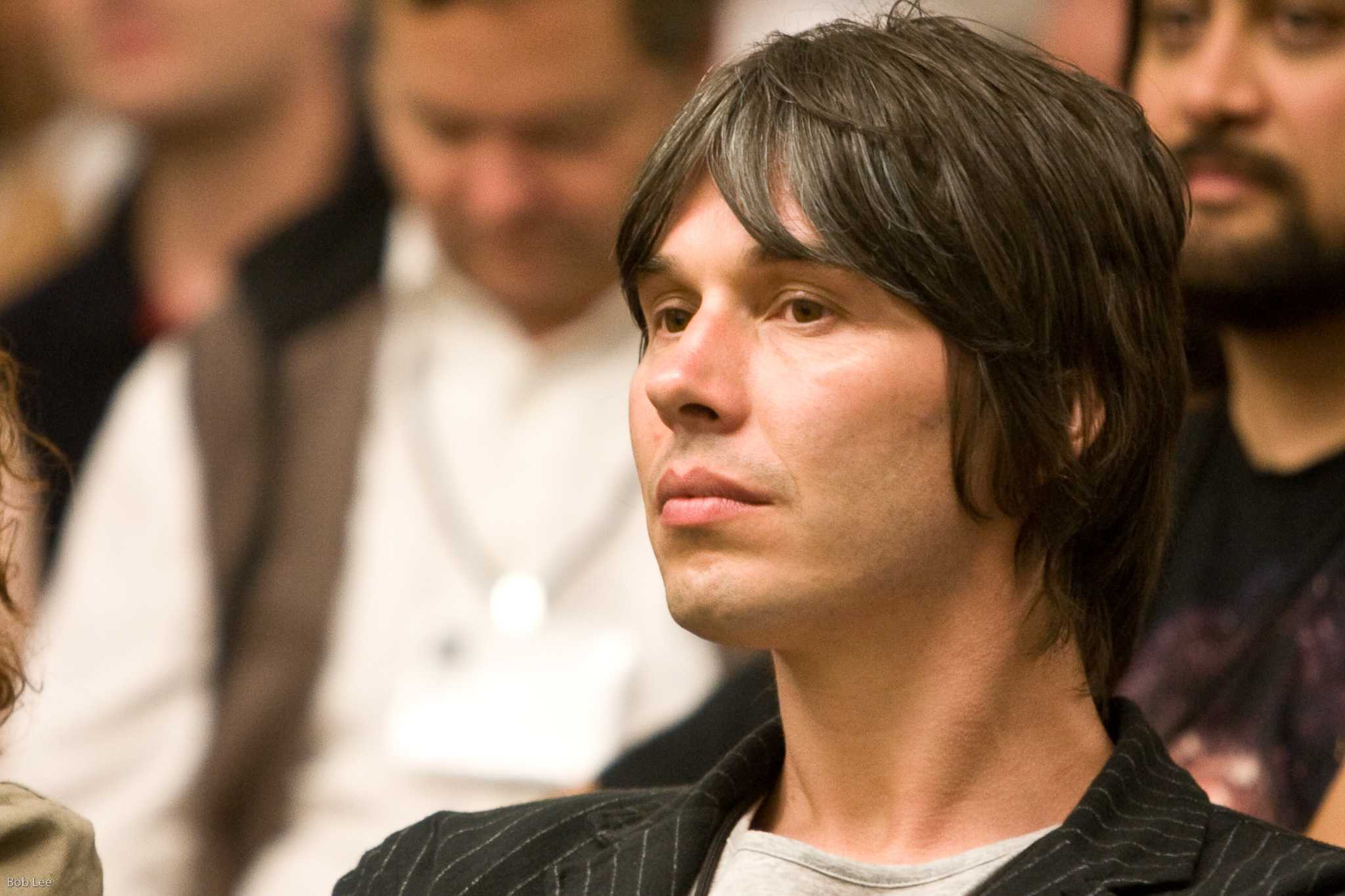
Brian Cox en la Science Foo Camp, en 2008.

Cox ha participado en múltiples programas de radio y televisión para la BBC, incluyendo "In Einstein's Shadow" (en español, "A la sombra de Einstein"), la serie de programas de televisión de la BBC "Horizon" ("Horizonte") ("The Six Billion Dollar Experiment" ("El experimento de los seis mil millones de dólares"), "What on Earth is Wrong with Gravity?" ("¿Qué le ocurre a la gravedad en la Tierra?"), "Do You Know What Time It Is?" ("¿Sabes qué hora es?") y "Can we Make a Star on Earth?" ("¿Podemos crear una estrella en la Tierra?")) y como interlocutor del programa en línea de la BBC "Bitesize". Cox presentó una serie de cinco documentales de la BBC Two titulada "Wonders of the Solar System" ("Maravillas del Sistema Solar") a comienzos del 2010, así como su serie continuación, "Wonders of the Universe" ("Maravillas del Universo"), de cuatro episodios, emitida por primera vez el 6 de marzo de 2011.
Copresenta el programa "Space Hoppers", y ha participado en la serie "Dani's House" de la CBBC.
La BBC Two asignó a Cox como copresentador de la serie "Stargazing", consistente en tres programas sobre astronomía en enero de 2011, conjuntamente con el físico y comediante Dara Ó Briain, contando con la presencia de Jonathan Ross, encargado de hacer llegar las preguntas y comentarios del público a través de Internet. – linked to events across the United Kingdom.
Desde noviembre de 2009, Cox ha copresentado el "magazine de ciencia cómica" "The Infinite Monkey Cage", conjuntamente con el comediante Robin Ince. El programa, emitido los lunes a partir de las 16:30 horas, finalizó la emisión de su tercera temporada el 6 de diciembre de 2010. Entre los invitados figuraron los comediantes Tim Minchin, Alexei Sayle y Dara Ó Briain, así como la científica Dr Alice Roberts, del show de la BBC "The Incredible Human Journey". Cox también apareció en el especial navideño "Nine Lessons and Carols for Godless People", de Ince. Es colaborador habitual del programa musical matutino de la BBC 6 Music, con Shaun Keaveny, con una aparición semanal. El 24 de julio de 2009 Cox participó en el episodio de la serie en línea de Robert Llewellyn "CarPool".
Cox ha aparecido también en numerosas ocasiones en la conferencia anual TED, dando charlas acerca del Gran Colisionador de Hadrones y de la física de partículas. En 2009 apareció en la lista de hombres más sexies del mundo, elaborada por la revista People. En noviembre de 2010 hizo una aparición promocional en el Apple Store del distrito londinense de Covent Garden, donde presentó su conjunto de iBooks que acompañarían a su nueva serie de documentales de televisión, además de responder a las preguntas de la audiencia.
Cox llevó a cabo la Lectura Memorial Huw Wheldon de la Royal Television Society bajo el tema de "La Ciencia, un desafío para la televisión ortodoxa", en la cual abordó los problemas en cuanto a la cobertura que los medios realizan sobre el campo de la ciencia y a sus avances. La lectura fue emitida por la BBC Two el 1 de diciembre de 2010. El 4 de marzo participó en un debate con el biógrafo Richard Holmes acerca de las investigaciones de Mary Shelley sobre el deseo de la humanidad de dar vida a un objeto inanimado, y de si este deseo podría ser viable tanto en el siglo XIX como en la actualidad.
El 6 de marzo de 2011, Cox participó como invitado en el episodio número 700 de la serie de Patrick Moore The Sky at Night. En numerosas entrevistas Cox ha declarado que ha sido fan de la serie durante toda su vida, y que ésta ayudó en su motivación por convertirse en físico. El 10 de marzo de 2011, llevó a cabo la Novena Lectura Memorial Douglas Adams.
También ha escrito o sido coautor de varios libros sobre física, incluyendo el título ¿Por qué E=mc2?, editado en 2009 conjuntamente con Jeff Forshaw.
Cox fue el asesor científico de la película de ciencia ficción Sunshine. En la comercialización en formato DVD se incluye una pieza de audio con sus comentarios acerca de las precisiones (e imprecisiones) científicas expuestas en la película. También apareció en el especial de la serie Megaworld de Discovery Channel dedicado a Suiza.

## Televisión
| Año  | Título                              | Rol           | Notas                     |
| ---- | ----------------------------------- | ------------- | ------------------------- |
| 2005 | Einstein's Unfinished Symphony      | Él mismo      | BBC's Horizon series      |
| 2007 | The Six Billion Dollar Experiment   | Él mismo      | BBC's Horizon series      |
| 2008 | The Big Bang Machine                | Presentador   |                           |
| 2008 | What on Earth is Wrong with Gravity | Presentador   | BBC's Horizon series      |
| 2008 | Do You Know What Time It Is         | Presentador   | BBC's Horizon series      |
| 2009 | Can we Make a Star on Earth         | Presentador   | BBC's Horizon series      |
| 2010 | Wonders of the Solar System         | Presentador   |                           |
| 2010 | Dani's House                        | Él mismo      |                           |
| 2011 | Stargazing LIVE                     | Copresentador |                           |
| 2011 | Wonders of the Universe             | Presentador   |                           |
| 2011 | A Night With The Stars              | Presentador   |                           |
| 2012 | Wonders of Life                     | Presentador   |                           |
| 2012 | Doctor Who                          | Él mismo      | Episodio El poder de tres |
| 2019 | The Planets                         | Presentador   | BBC TWO                   |

## Vídeo
- Aparece en varios de los vídeos musicales que componen la obra Symphony of Science, de John Boswell: «The Case for Mars»,[27]«The Quantum World»,[28]«Onward to the Edge!»,[29]«The Secret of the Stars»,[30]«Waves of Light»[31] y «Timelapse of the Entire Universe»[32]

## Discografía
- Dare – Out of the Silence (1988)[33]
- Dare – Blood from Stone (1991)[33]
- D:Ream – D:Ream On Volume 1 (1993)[33]
- D:Ream – In Memory Of... (2011)[33]

## Premios y honores
Brian Cox ha recibido muchos premios por su esfuerzo para divulgar la ciencia. En 2002 fue elegido miembro internacional de The Explorers Club y en 2006 recibió el Premio Kelvin de la Asociación Británica para el Avance de la Ciencia por su trabajo. También en 2006 fue elegido como miembro investigador de la Royal Society. Ponente habitual en numerosas conferencias, fue presentador del Festival de Ciencia Australiano en 2006, y en 2010 ganó el Premio Kelvin del Instituto de Física por su trabajo comunicando el atractivo y la emoción de la física al público general. 
También fue nombrado oficial de la Orden del Imperio Británico en el Queen's 2010 Birthday Honours por sus servicios a la ciencia.
El 15 de marzo de 2011 ganó el premio por mejor presentador y mejor programa de historia natural/científica de la Royal Television Society por su programa Wonders of the Universe. El 25 de marzo de 2011, ganó dos premios de la Broadcasting Press Guild por mejor actor en un papel no interpretado y por mejor serie documental de 2010 por Wonders of the Solar System.